# タンク・アボット
タンク・アボット（Tank Abbott、1965年4月26日 - ）は、アメリカ合衆国の男性総合格闘家、プロレスラー。カリフォルニア州ハンティントンビーチ出身。ピットファイティング所属。

## 来歴
アメリカンフットボールコーチであった父親の影響で5歳の頃からアメリカンフットボールを始め、9歳になるとレスリングを始めた。大学時代にはNJCAAでオールアメリカンに選抜され、カリフォルニア州立大学ロングビーチ校を歴史学の学位を取得して卒業している。
大学時代はストリートファイトに明け暮れる生活を送るようになり、本人曰く、負けることはほとんどなかったという。学費を稼ぐために働いていた酒屋で生意気な客をきつく殴ったところ、それが刑事の息子だったために逮捕され刑務所に入れられた。
キモがUFC 3でホイス・グレイシーを追い込んだことに刺激を受け、UFC参戦を決意すると、1995年7月14日、UFC 6トーナメントにUFC初参戦。身長188cm、体重181kgのジョン・マツアを開始20秒で失神KOし、決勝ではオレッグ・タクタロフのサンボテクニックの前に敗れ、優勝を逃すも勝ったタクタロフに一人では起き上がれないほどの深いダメージを与え、一夜にして人気者となった。
1995年12月16日、Ultimate Ultimate 1995トーナメント1回戦ではUFC 3優勝者で現役警察官のスティーブ・ジェナムと対戦。相手の頭を頭で金網に押し付けただけでタップアウト勝ち。準決勝でUFC 5優勝者のダン・スバーンに敗れたが、後頭部を200発以上殴られても決してタップせず、判定負けがコールされる前に平然とオクタゴンを立ち去った（この姿には勝者のスバーンも驚愕していた）。
1996年12月7日、Ultimate Ultimate 1996ではダン・スバーンの弟子でUFC 8優勝のドン・フライと戦い、開始早々にジャブでダウンさせるものの、寝技に持ち込まれチョークスリーパーで一本負け。
1997年5月30日、UFC 13でビクトー・ベウフォートと対戦し、自身初のTKO負けを喫した。
1997年10月17日、UFC 15のUFC世界ヘビー級タイトルマッチでダン・スバーンの代役として王者モーリス・スミスに挑戦し、ローキック連打でギブアップ負けを喫し王座獲得に失敗した。
1997年12月21日、日本で開催されたUFC Japanのヘビー級トーナメント1回戦で安生洋二と対戦し、パウンドで攻め、3-0の判定勝ち。しかし、この試合で拳を骨折し決勝戦を棄権した。
1998年5月15日、UFC 17でウゴ・デュアルチと対戦し、パウンドでTKO勝ち。
1998年10月16日、UFC Brazilでペドロ・ヒーゾと対戦し、右ストレートでKOを負けを喫した。
1999年からメジャープロレス団体のWCWに入団。同団体が解散した2001年まで在籍した。
2005年8月28日、PRIDE初参戦となったPRIDE GRANDPRIX 2005 決勝戦で吉田秀彦と対戦し、片羽絞めで一本負けを喫した。
2007年4月21日、Cage Rage 21で欠場したボブ・サップの代役として急遽出場。ゲーリー・ターナーと対戦し、1RTKOを喫した。
2008年2月16日、EliteXCでキンボ・スライスと対戦し、開始43秒でKO負けを喫した。
2018年12月、肝臓の移植手術を受けた。

## 人物・エピソード
- アボットは自身のファイトスタイルを「ピット・ファイティング」と称し、ハンティントンビーチのバーやストリートで繰り広げた喧嘩から編み出したものだとしている。
- 頑健な肉体と人間離れしたパワーの持ち主であったアボットは、マネージャーによって、600ポンド（約270kg）のベンチプレスを挙げ、ストリートファイトで4人の男をノックアウトした男としてUFCへ売り込まれ、UFCの首脳陣は映画「ダーティファイター」の登場人物タンク・マードックにちなんでニックネームをタンク・アボットと名付け、喧嘩を200戦以上やってきた「ピット・ファイター」としてUFCに登場させた。

## 戦績
| 総合格闘技 戦績 | 総合格闘技 戦績 | 総合格闘技 戦績 | 総合格闘技 戦績 | 総合格闘技 戦績 | 総合格闘技 戦績 | 総合格闘技 戦績 |
| --------------- | --------------- | --------------- | --------------- | --------------- | --------------- | --------------- |
| 25 試合         | (T)KO           | 一本            | 判定            | その他          | 引き分け        | 無効試合        |
| 10 勝           | 6               | 3               | 1               | 0               | 0               | 0               |
| 15 敗           | 7               | 6               | 2               | 0               | 0               | 0               |

| 勝敗 | 対戦相手               | 試合結果                             | 大会名                                                            | 開催年月日     |
| ×    | ルーベン・ビシャレアル | 2R 2:06 TKO（パンチ連打）            | KOTC: Fighting Legends 【KOTCヘビー級スーパーファイト王座決定戦】 | 2013年4月13日  |
| ○    | マイク・ボーク         | 1R 0:29 KO（パンチ連打）             | WarGods / Ken Shamrock Productions: The Valentine's Eve Massacre  | 2009年2月13日  |
| ×    | キンボ・スライス       | 1R 0:43 KO（スタンドパンチ連打）     | EliteXC: Street Certified                                         | 2008年2月16日  |
| ×    | ゲーリー・ターナー     | 1R 2:31 TKO（パウンド）              | Cage Rage 21: Judgement Day                                       | 2007年4月21日  |
| ×    | ポール・ブエンテロ     | 1R 0:43 KO（右ストレート）           | Strikeforce: Tank vs. Buentello                                   | 2006年10月7日  |
| ×    | 吉田秀彦               | 1R 7:40 片羽絞め                     | PRIDE GRANDPRIX 2005 決勝戦                                       | 2005年8月28日  |
| ○    | ウェズリー・コレイラ   | 1R 1:23 KO（パンチ）                 | Rumble on the Rock 7                                              | 2005年5月7日   |
| ×    | ウェズリー・コレイラ   | 1R 2:14 TKO（カット）                | UFC 45: Revolution                                                | 2003年11月21日 |
| ×    | キモ                   | 1R 1:59 肩固め                       | UFC 43: Meltdown                                                  | 2003年6月6日   |
| ×    | フランク・ミア         | 1R 0:46 アンクルホールド             | UFC 41: Onslaught                                                 | 2003年2月28日  |
| ×    | ペドロ・ヒーゾ         | 1R 8:07 KO（右ストレート）           | UFC Brazil: Ultimate Brazil                                       | 1998年10月16日 |
| ○    | ウゴ・デュアルチ       | 1R 0:43 TKO（パウンド）              | UFC 17: Redemption                                                | 1998年5月15日  |
| ○    | 安生洋二               | 15分1R終了 判定3-0                   | UFC Japan: Ultimate Japan 【ヘビー級トーナメント 1回戦】          | 1997年12月21日 |
| ×    | モーリス・スミス       | 1R 8:08 ギブアップ（ローキック連打） | UFC 15: Collision Course 【UFC世界ヘビー級タイトルマッチ】        | 1997年10月17日 |
| ×    | ビクトー・ベウフォート | 1R 0:52 TKO（パウンド）              | UFC 13: The Ultimate Force                                        | 1997年5月30日  |
| ×    | ドン・フライ           | 1R 1:22 チョークスリーパー           | Ultimate Ultimate 1996 【決勝】                                   | 1996年12月7日  |
| ○    | スティーブ・ネルマーク | 1R 1:03 KO（右フック）               | Ultimate Ultimate 1996 【準決勝】                                 | 1996年12月7日  |
| ○    | カル・ウォーシャム     | 1R 2:51 ギブアップ（パウンド）       | Ultimate Ultimate 1996 【1回戦】                                  | 1996年12月7日  |
| ×    | スコット・フェローゾ   | 15分1R終了 判定0-3                   | UFC 11: The Proving Ground 【準決勝】                             | 1996年9月20日  |
| ○    | サム・アドキンス       | 1R 2:06 ネックロック                 | UFC 11: The Proving Ground 【1回戦】                              | 1996年9月20日  |
| ×    | ダン・スバーン         | 18分1R終了 判定3-0                   | Ultimate Ultimate 1995 【準決勝】                                 | 1995年12月16日 |
| ○    | スティーブ・ジェナム   | 1R 1:14 ネックロック                 | Ultimate Ultimate 1995 【1回戦】                                  | 1995年12月16日 |
| ×    | オレッグ・タクタロフ   | 1R 17:45 チョークスリーパー          | UFC 6: Clash of the Titans 【決勝】                               | 1995年7月14日  |
| ○    | ポール・ヴァレランス   | 1R 1:53 TKO（パウンド）              | UFC 6: Clash of the Titans 【準決勝】                             | 1995年7月14日  |
| ○    | ジョン・マツア         | 1R 0:20 KO（右フック）               | UFC 6: Clash of the Titans 【1回戦】                              | 1995年7月14日  |